# When I’m with You
When I’m with You ist ein Lied der kanadischen Rockband Sheriff aus dem Jahr 1983, das von Arnold Lanni geschrieben und von Stacy Haydon produziert wurde. Es erschien auf dem selbstbetitelten Debütalbum der Gruppe.

## Geschichte
Der Keyboarder Arnold Lanni schrieb das Lied, nachdem er Valeri Brown kennenlernte und sich in sie verliebte. Er sagte in einem Interview:

“I sat down, put my coffee on the piano, tinkled some ivories, and four minutes later 80 percent of the song was written. On Valentine’s Day I played the song for Valerie and said, ‘I don’t have anything, this is all I can give you right now. It’s yours.’ Valeri loved the song; two years later she married me.”

„: Ich setzte mich hin, stellte meinen Kaffee auf das Klavier, klimperte aufs Elfenbein und vier Minuten später waren 80 Prozent des Songs geschrieben. Am Valentinstag spielte ich das Lied für Valeri und sagte: ‚Ich habe nichts, das ist alles, was ich dir im Moment geben kann. Es gehört dir‘. Valeri liebte den Song und zwei Jahre später heiratete sie mich.“

Lanni spielte den Song seinen Bandkollegen vor und fügt hinzu:

“The band really liked it, so we started playing it live. That was one of the last songs we recorded when we did the record. The producer said, ‘Is there anything else?’ I said, ‘There’s this song we play, it’s kind of a wimpy song.’ So we played it for him and he said ‘Yeah, that’s kind of nice.’”

„Die Band mochte es wirklich, also fingen wir an es bei Auftritten zu spielen. Dies war eines der letzten Songs, den wir für unser Album aufnahmen. Der Produzent fragte: ‚Gibt’s noch was?‘ Ich sagte: ‚Da ist das Lied, das wir bei Auftritten spielen, es ist so eine Art erbärmliches Liebeslied.‘ Also spielten wir es ihm vor und er sagte: ‚Ja, das ist nett.‘“

Im November 1988 begann Brian Philips, damals Programmdirektor der Radiostationen KDWB in Minneapolis und WKTI in Milwaukee, den Song zu spielen und daraufhin folgten auch Ausstrahlungen auf anderen Radiostationen. Diese hohe Nachfrage veranlasste Capitol Records das Lied ein weiteres Mal als Single zu veröffentlichen. Die erste Veröffentlichung erfolgte im Januar 1983. Zu der Zeit erreichte die Pop-Rock-Ballade Platz acht in Kanada und floppte in den Vereinigten Staaten mit Platz 61. Die Wiederveröffentlichung kam im November 1988 auf den Markt und erreichte in den USA Platz eins der Billboard Hot 100. In Zeiten von MTV war sie einer der wenigen Nummer-eins-Hits, zu denen kein Musikvideo existiert.

## Kommerzieller Erfolg

### Chartplatzierungen
When I’m with You erreichte nach der Wiederveröffentlichung 1988 im Jahr 1989 erstmals Platz eins in den USA.
| ChartsChartplatzierungen       | Höchstplatzierung | Wochen |
| ------------------------------ | ----------------- | ------ |
| Vereinigte Staaten (Billboard) | 1 (28 Wo.)        | 28     |

| ChartsJahrescharts (1989)      | Platzierung |
| ------------------------------ | ----------- |
| Vereinigte Staaten (Billboard) | 37          |

### Auszeichnungen für Musikverkäufe
| Land/Region               | Auszeichnungen für Musikverkäufe (Land/Region, Auszeichnung, Verkäufe) | Verkäufe |
| ------------------------- | ---------------------------------------------------------------------- | -------- |
| Kanada (MC)               | Gold                                                                   | 50.000   |
| Vereinigte Staaten (RIAA) | Gold                                                                   | 500.000  |
| Insgesamt                 | 2× Gold ·                                                              | 550.000  |

## Coverversionen
- 1989: Frozen Ghost
- 1991: Alias